# Зубовщина (Волковысский район)
Зубовщина (бел. Зубаўшчына) — деревня в Волковысском районе Гродненской области Беларуси. Входит в состав Субочского сельсовета.

## География
Деревня находится в юго-западной части Гродненской области, на левом берегу реки Волпянки, при автодороге Н-6287, на расстоянии приблизительно 14 километров (по прямой) к северо-западу от города Волковыск, административного центра района. Абсолютная высота — 159 метров над уровнем моря. Площадь населённого пункта — 0,4344 км².

## История
По состоянию на 1905 год, в Зубовщине проживал 221 человек. В административном отношении деревня входила в состав Росской волости Волковысского уезда Гродненской губернии.
Согласно Рижскому мирному договору (1921), деревня вошла в состав Второй Польской республики. Входила в состав гмины Терешки Волковысского повета Белостокского воеводства. В 1921 году числилось 207 жителей, проживавших в 42 домах. В этническом составе населения того периода белорусы составляли 67,1 %, поляки — 32,9 %. В конфессиональном составе православные христиане составляли 67,6 % населения деревни, католики — 32,4 %.
С 1939 года в БССР. До 2003 года входила в состав Верейковского сельсовета.

## Население
По данным переписи 2019 года, в деревне проживало 57 человек.
| Год  | Население, человек |
| ---- | ------------------ |
| 1905 | 221                |
| 1921 | ↘ 207              |
| 2009 | ↘ 78               |
| 2019 | ↘ 57               |